# Efrat
Efrat (en hébreu : אֶפְרָת), ou officiellement Efrata (en hébreu : אֶפְרָתָה), est une colonie israélienne considérée comme illégale par la communauté internationale,, implantée en Cisjordanie, territoire palestinien occupé, en 1983. Elle est construite en partie sur des terres palestiniennes confisquées, notamment celles du village d'Artas. Efrat est située à 12 kilomètres au sud de Jérusalem, entre les villes de Bethléem et de Hébron, à 6,5 km de la ligne verte, du côté palestinien de la barrière de séparation israélienne. La colonie se trouve dans les monts  de Judée à une altitude allant jusqu'à 960 mètres au-dessus du niveau de la mer et couvre environ 6 000 dounams (1 500 acres).
Sa population en 2022 s'élevait à 11 825 habitants.
Depuis 2008, Oded Revivi, membre du comité central du Likoud, parti de droite favorable à la colonisation israélienne en Palestine, est à la tête du conseil local d'Efrat.

## Situation juridique
La communauté internationale dans son ensemble considère les implantations israéliennes de Cisjordanie illégales au regard du droit international mais le gouvernement israélien conteste ce point de vue.
L'ONU rappelle que l'établissement de colonies telles que celle d'Efrat relève du « crime de guerre ».

## Confiscation de terres palestiniennes
Début 2009, l’administration civile israélienne déclare « terres d’État » quelque 1 700 dunams (170 hectares) de terres appelées « Khallet An-Nahla » par les Palestiniens et « Givat Eitam » (colline d’Eitam) par les colons. Une commission d’appel militaire approuve une décision d’août 2004 qui rejetait les objections contre la confiscation des terres déposées par les propriétaires fonciers palestiniens. 
Ces terres étaient considérées auparavant comme faisant partie de Bethléem et du village palestinien d’ Artas.

## Expansion coloniale
En janvier 2019, le journal Haaretz révèle que le gouvernement israélien planifie la construction dans Efrat d'une nouvelle zone d'habitation qui étend la colonie vers la ville de Bethléem de manière à entourer cette ville palestinienne. 14 ministères contribuent au financement de ce plan de construction.